# 휴고 스트레인지

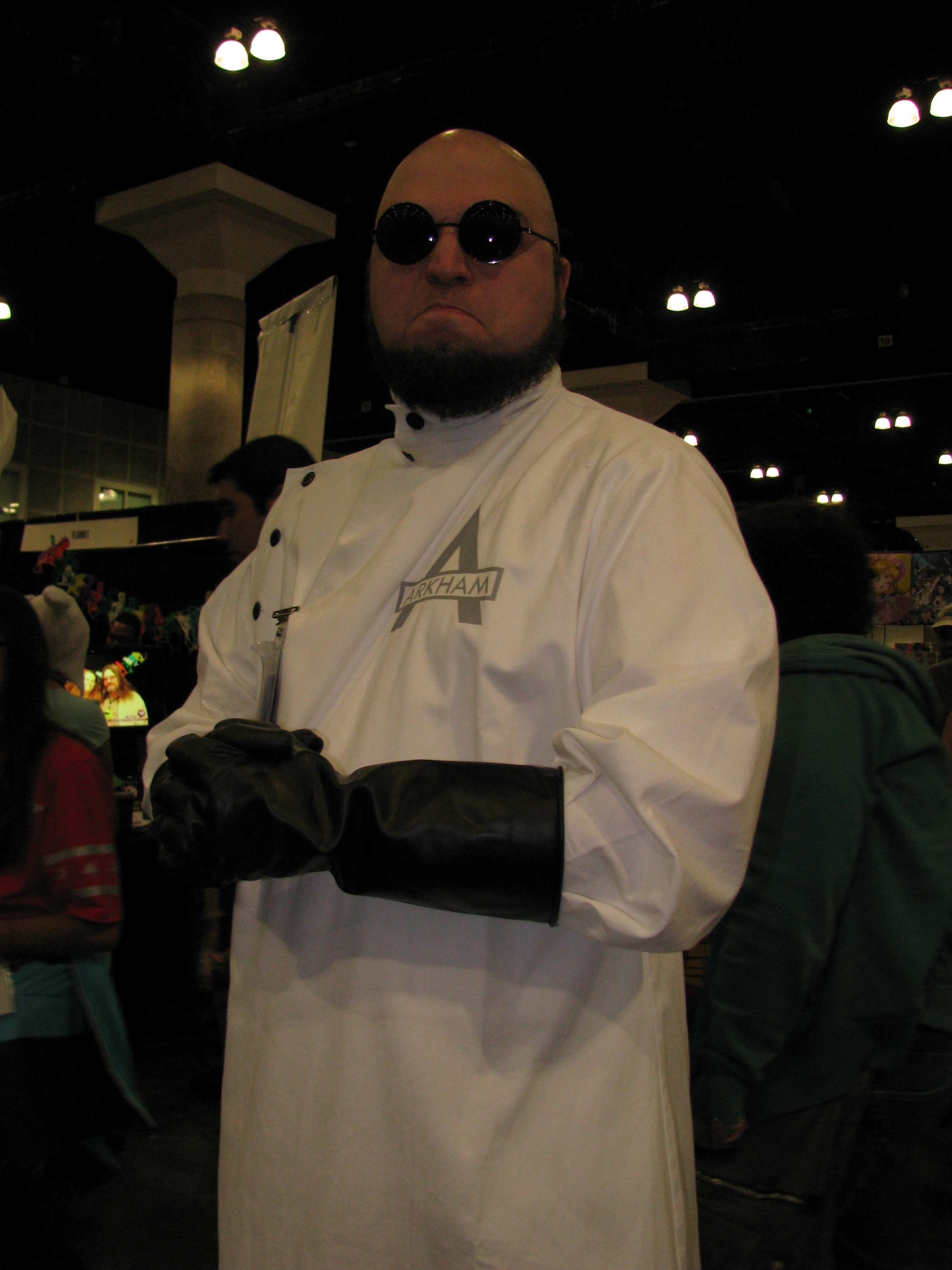

휴고 스트레인지(영어: Hugo Strange)는 DC 코믹스의 슈퍼빌런 캐릭터이다. 배트맨의 초창기 악역 중 한 명이며 천재적이지만 부패한 과학자로, 최초로 배트맨의 정체를 알아낸 악당으로 알려져 있다. 1940년 2월 《디텍티브 코믹스》 36호에 처음 등장했고, 빌 핑거와 밥 케인이 공동 창작하였다.

## 담당 배우

### TV 드라마
- 고담(2014) - B. D. 웡

## 담당 성우

### TV 애니메이션
- 배트맨(1992) - 레이 벅테니카
- 더 배트맨(2004) - 프랭크 고신, 리처드 그린
- 영 저스티스(2010) - 에이드리언 패스더

### 비디오 게임
- 배트맨: 아캄 시티(2011) - 코리 버턴